# Tomàs Aguiló i Forteza
Tomàs Aguiló i Forteza, född 1812 och död 1884, var en spansk romantisk diktare.
Aguiló är främst känd genom sin diktsamling Rimas varias (1846). Han stod under starkt inflytande av Byron och Lamartine.